# HD 23523
HD 23523，又名BD+62 612，SAO 12917、HR 1158，是一颗恒星，视星等为5.85，位于銀經141.45，銀緯7.03，其B1900.0坐标为赤經3h 40m 50s，赤緯+62° 7.03′ 23″。